# Ја само пјевам
Ја само пјевам седми је студијски албум хрватске поп певачице Северине, објављен 1999. у издању Кроација Рекордс. Албум садржи десет песама које потписују бројни аутори, међу којима су Ђорђе Новковић, Јадранка Криштоф, Фарук Буљубашић, Александра Ковач, Анте Пецотић, Никша Братош, Рајко Дујмић и Северина. Поред девет ауторских песама, на албуму је и обрада песме „Додирни ми кољена”. Објављена су четири сингла са албума „Да си мој“, „Анте“, „Ја само пјевам“ и „Додирни ми кољена“. 
Албум није био подржан концертном турнејом, али је 6. јула 2000. године одржала солистички концерт на стадиону Стари плац у Сплиту пред више од 20.000 људи. 

## Позадина
1998. године, након раскида са музичким продуцентом Зринком Тутићем, одлучила је да сама пише песме и продуцира албум. У октобру исте године написала је песме "Ја само пјевам", "Анте" и "Пустите ме да волим", које је касније поклонила Ивану Микулићу. Почетком 1999. Ђорђе Новковић јој је поклонио песму „Да си мој“ са којом је исте године наступила у МХЈ. 

## Комерцијални успех
Албум је дебитовао на првом месту у Хрватској и продат је у више од 50.000 примерака.  Праћен је спотовима за насловну песму, "Анте", "Да си мој", "Додирни ми кољена" итд.

## Списак песама
| №   | Назив               | Трајање |  |
| 1.  | Анте                | 3:06    |  |
| 2.  | Ја само пјевам      | 3:37    |  |
| 3.  | Додирни ми кољена   | 4:31    |  |
| 4.  | Недостајеш ми       | 3:47    |  |
| 5.  | Тужна пјесма        | 3:45    |  |
| 6.  | Да си мој           | 3:40    |  |
| 7.  | Болна ти болујем    | 3:35    |  |
| 8.  | Есмералда           | 3:51    |  |
| 9.  | Дај да бирам        | 3:04    |  |
| 10. | Одавде до вјечности | 3:10    |  |

## Пријем
Слободна Далмација је у својој рецензији пише да је окупила шаренолику екипу композитора и аранжера додавши да је Северина направила ћушпајз од албума. Албум је оцењен као лош.

## Сертификати
| Држава   | Сертификат |
| -------- | ---------- |
| Хрватска | платинаст  |

## Обраде
Да си мој-Макарена и Iko Iko